# Rewolucyjna Partia Kurdystanu
Rewolucyjna Partia Kurdystanu (tur. Kürdistan Devrim Partisi, kurd. Partiya Şoreşa Kürdistan, PŞK) – nielegalna kurdyjska partia polityczna działająca w Turcji. Celem partii jest utworzenie niepodległego państwa kurdyjskiego opartego na zasadach marksizmu-leninizmu.

## Historia
PŞK jest grupą rozłamową z Socjalistycznej Partii Jedności Kurdystanu. Rozłam w ugrupowaniu nastąpił w czasie spotkania w Niemczech, w lipcu 1998 roku. W odpowiedzi na rozłam Komitet Centralny YEBKUN (Kürdistan Birleşik Halk Partisi), z siedzibą w Szwecji, podjął decyzję o założeniu nowej organizacji mającej prowadzić walkę zbrojną przeciwko rządowi tureckiemu. Początkowo założona została jako Rewolucyjna Unia Kurdystanu, Komitet Centralny zmienił jednak nazwę na obecną Rewolucyjna Partia Kurdystanu.
Po aresztowaniu Abdullaha Öcalana przez tureckie siły zbrojne w 1999 roku, PŞK bezskutecznie próbowała przeciągnąć członków Partii Pracujących Kurdystanu (PKK) do swojej organizacji. Organizacji nie udało się znacznie osłabić turecki potencjał militarny i wypromować się w społeczeństwie kurdyjskim.
Według Wydziału Dyrekcji Generalnej Bezpieczeństwa tureckiej policji, jest jedną z 12 działających w Turcji organizacji terrorystycznych i jedną z trzech organizacji kurdyjskich separatystów.